# Listă de orașe dispărute din România
În această categorie intră orașe din antichitate, evul mediu sau epoca modernă care astăzi nu mai dețin acest statut; unele au dispărut, altele au decăzut la nivelul de sat.

## Țara Românească
- Bucov (probabil Târgul Săcuienilor)
- Târgșor
- Gherghița
- Târgul Socilor
- Orașul de Floci

## Oltenia
- Romula sau Romula-Malva

## Moldova
- Târgul Putnei
- Târgul Moldovei (astăzi Baia, în județul Suceava)
- Târgu Trotuș, în județul Bacău
- Târgu Fălciu sau Fălciu, în județul Vaslui

## Banat
- Cenad (Chanadinum, Urbs Morisena)
- Chery (Cseri, Ceri)

## Maramureș
- Tamasfalwa (Satul  lui Toma  sau  Tomești), existent la 1493, menționat în istoricul localității Cicârlău [1]
- Szegfalwa (Satul  lui  Țânțaș), 1493, care aparținea de  cetatea  Seini, menționat în istoricul localității Cicârlău [1]
- Mogosliget (Lunca  Înaltă, la 1231), situat între Cicârlău și Tăuții Măgherăuș, menționat în istoricul localității Cicârlău [1]
- Barthfalwa, situat între Cicârlău și Tăuții Măgherăuș, la 1493, menționat în istoricul localității Cicârlău [1]
- Zazarbanya [1]

## Dobrogea
- Dinogetia
- Enisala
- Histria
- Licostomo
- Troesmis
- Vicina
- Ester (oraș)
- Baia Dobrogei

## Bucovina
- Nimerceni